# Oxyepoecus inquilinus
Oxyepoecus inquilinus is een mierensoort uit de onderfamilie van de Myrmicinae. De wetenschappelijke naam van de soort is voor het eerst geldig gepubliceerd in 1952 door Kusnezov.
De soort komt alleen voor in Argentinië. Hij staat op de Rode Lijst van de IUCN als kwetsbaar.